# Dreyer
Eduardo Francisco Dreyer (Córdova, 14 de maio de 1948) é um ex-futebolista e técnico argentino, que no Brasil defendeu o Coritiba.

## Carreira
Iniciou a carreira profissional defendendo o River Plate. Foi expulso de campo oito vezes no campeonato argentino de 1969, a última delas na derrota da equipe na final da competição, contra o Chacarita Juniors, com apenas 10 minutos de jogo. Em 1971, transferiu-se para o Coritiba, pelo qual conquistou o Torneio do Povo em 1973. Também participou da conquista do torneio Fita Azul e do campeonato paranaense de 1972.
Defendeu também o rival Atlético Paranaense, além de Colorado, Londrina e Centenário (de Centenário do Sul).
Como treinador, foi acusado de envolvimento no "Escândalo da Loteria", denunciada pela revista Placar.